# Sigeberht de l'Ànglia Oriental
Sigeberht (o Sigebert) va ser rei de l'Ànglia de l'Est, conjuntament amb Ecgric, durant un període imprecís que podria anar entre el 629 i el 634, després va abdicar i es va fer monjo.

## Orígens
No se sap on va néixer ni es tenen notícies d'ell abans del seu exili. Beda va escriure que era germà d'Eorpwald i fill de Raedwald, però Guillem de Malmesbury va escriure que era un fillastre de Raedwald. La teoria del fillastre es veu reforçada pel fet que el seu nom no té semblança amb els dels altres membres de la família dels Wuffingas, sinó que més aviat s'assembla als de la família reial de Wessex. Així i tot Charles Cawley creu que no es pot tenir tota la certesa per afirmar-ho, però podria ser que l'esposa de Raedwald hagués estat casada prèviament amb un príncep o governant de Wessex, el qual seria el pare de Rigeberht. El principal hereu de Raedwald va ser Rægenhere (un jove guerrer que va morir en la batalla de l'any 616) i el segon en la línia successòria era Eorpwald, que va morir assassinat per Ricbert vers l'any 627, sembla que per motius de religió.
Rigeberht es va exiliar, segons diu Beda, fugint dels enemics de Raedwald. Aquest fet dona suport a la teoria que Rigeberht no era fill de Raewald sinó de la seva esposa i, mort Raewald el podien considerar un rival per als Wuffingas. Acollit al país dels francs, es va convertir al cristianisme i va rebre una educació procedent de llibres que no hauria tingut al seu país.

## Ascens al poder
Després d'un interregne causat per l'assassinat d'Eorpwald, Sigeberht va tornar per prendre el poder. És possible que ho aconseguís emprant les armes, ja que més tard se'n parlaria de la seva destresa com a comandant militar. Durant el seu regnat, part del territori va estar governat per Ecgric, el seu parent. Això podria voler dir que Ecgric també era fill de Rædwald. Tanmateix, l'historiador Steven Plunkett és del parer que Ecgric és la mateixa persona que Æthelric, que en les llistes genealògiques era fill d'Eni, germà de Raedwald. Fos qui fos aquest Ecgric, era pagà i tenia el mateix poder que Sigeberht com a governant.
La conversió al cristianisme de Sigeberht probablement va ser decisiu per assolir el poder, d'aquesta manera els creients de l'Ànglia de l'Est es veien representats mentre que els no creients tenien a Ecgric. És possible que dins de la Gran Bretanya tingués el suport dels altres reis cristians: Edwin de Northúmbria i Eadbald de Kent; per altra banda, va continuar mantenint contactes amb la cort dels francs. Després que Dagobert I succeís a Clotari II a França el 628, Sigeberht va guanyar hegemonia continuant amb la tasca evangelitzadora iniciada per Edwin. És probable que Sigeberht animés Ecgric a convertir-se.

## Fundació del bisbat
Beda relata que sant Fèlix va arribar a l'Ànglia de l'Est des de Boronya, a petició d'Honori, arquebisbe de Canterbury, per ajudar a establir el cristianisme en el reialme de Sigeberht. Guillem de Malmesbury, en canvi diu que Fèlix va acompanyar Sigeberht quan aquest tornava del seu exili. En qualsevol cas això situa l'arribada al ton de Sigeberht entre els anys 629–630, ja que se sap que Felix va ser bisbe durant disset anys i el seu successor Thomas durant cinc anys, i el successor d'aquest Berhtgisl Boniface durant disset i que Berhtgisl va morir vers l'any 669. Sigeberht va establir la seu del bisbat a Dommoc, que podria ser Dunwich o Felixstowe (ambdues poblacions costaneres del comtat de Suffolk). Si la seu va ser Felixtowe, l'indret anomenat Dommoc, seria un lloc situat dins el recinte d'un antic fortí romà.

## Fundació de l'escola de l'Ànglia de l'Est
Sigeberht va assegurar el futur de l'Església al seu país creant una escola on es formessin els futurs sacerdots, a imitació de les que havia vist a França, on des de nois aprenien a llegir i escriure en llatí a més dels evangelis. Felix va portar mestres de Kent. Segons es diu a la Vida de Gregori el Gran, Paulí de York, que del 633 al 644 va ser bisbe de Rochester, al nord de Kent, va tenir relacions amb la cort de Raedwald mentre Edwin va estar en l'exili.

## Fundació de Cnobheresburg
La lleialtat del bisbe Fèlix envers Canterbury va ser determinant perquè l'Església de l'Ànglia de l'Est rebés influència de l'Església romana durant els bisbes següents, i la formació de Fèlix a Borgonya potser no fos tan determinant sinó que podria ser un afegit de sant Columbà de Luxeuil. Vers l'any 633, potser poc després que sant Aidan fos enviat a Lindisfarne des de Iona, sant Fursey va anar a l'Ànglia de l'Est des de Athlone, acompanyat de sacerdots i monjos. Sigeberht li va concedir un lloc per fer un monestir en un antic fortí romà anomenat Cnobheresburg, que podria ser Burgh Castle, situat a Great Yarmouth. Fèlix i Fursey van efectuar un gran nombre de conversions i van construir moltes esglésies. Beda narra que l'arquebisbe Honori i el bisbe Fèlix eren grans admiradors de la tasca de sant Aidan de Lindisfarne i és per això que valoraven molt la feina feta per sant Fursey, la comunitat del qual vivia segons els principis de l'ascetisme irlandès.

## Màrtir
En algun moment del seu regnat, Sigeberht va abdicar i va deixar tota la responsabilitat del govern en mans d'Ecgric, per retirar-se a un monestir. Beda no esmenta la localització d'aquest monestir, però en fonts documentals posteriors es diu que va ser Beodricesworth, després anomenat Bury St Edmunds. Aquest lloc estava a la art alta de la vall del Lark, un riu que va de nord a oest fins al Gran Fen, passant per ciutats importants com Icklingham, Culford, West Stow i altres. Aquesta era la ruta d'accés cap a Ely, on potser hi va haver un monestir fundat per sant Augustí, i cap a Soham, on es creu que sant Fèlix va fundar una comunitat de religiosos.
En una data imprecisa, que podria ser a començaments de la dècada del 640, Mèrcia va atacar l'Ànglia de l'Est i Ecgric es va veure obligat a fer la defensa amb un petit exèrcit. Els ciutadans es van presentar al monestir on estava Sigeberht per demanar-li que s'unís a la batalla, refiant que la seva presència i la seva fama com a comandat militar faria que els soldats lluitessin amb coratge en comptes de fugir. Sigeberht va refusar la proposta tot dient que ara la seva vida estava consagrada a Déu. Així i tot, el van obligar a sortir i se'l van endur al camp de batalla portant com a arma només un bastó. Els mercis van guanyar i Sigeberht, Ecgric i molts d'altres van ser passats per les espases. Des de llavors a Sigeberht se'l va considerar un màrtir. Ell és un dels reis que, segons una antiga dita, van ser venjats per la ira de Penda el 654.
L'Església que Sigeberht va establir al seu país va perdurar durant dos segles i va sobreviure temps adversos, com el període en què l'exèrcit de Penda va atacar. Els bisbes es van succeir fins a l'arribada del gran exèrcit pagà que va envair aquest territori en la dècada del 860.
En les Vides dels sants anglesos, llibre escrit per John Henry Newman l'any 1843, consta que el dia de la seva festa com a sant màrtir era el 29 d'octubre.